# Aubusson-d’Auvergne
Aubusson-d’Auvergne település Franciaországban, Puy-de-Dôme megyében. Lakosainak száma 216 fő (2022. január 1.). Aubusson-d’Auvergne Augerolles, Courpière és Vollore-Ville községekkel határos.

## Népesség
A település népességének változása:
| Lakosok száma | 242  | 253  | 261  | 261  | 249  | 236  | 223  | 221  | 216  |
|               | 2013 | 2015 | 2016 | 2017 | 2018 | 2019 | 2020 | 2021 | 2022 |